# Banjar Masin (Bulok)
Banjar Masin is een bestuurslaag in het regentschap Tanggamus van de provincie Lampung, Indonesië. Banjar Masin telt 2128 inwoners (volkstelling 2010).